# Castell de Dublín

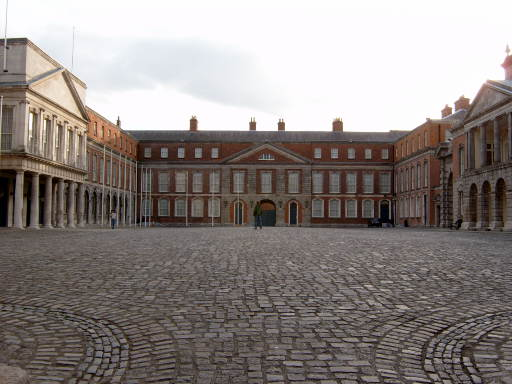
Castell de Dublín. Els Patis Superiors.

El Castell de Dublín (Dublín, República d'Irlanda), és un gran complex fortificat que va ser la seu del govern britànic a Irlanda fins al 1922. Gran part del complex data del segle xviii, encara que en aquell lloc ja hi havia un castell des dels dies del rei Joan d'Anglaterra, el primer Senyor d'Irlanda. El Castell va servir com a seu del govern anglès (posteriorment govern britànic) a Irlanda sota el Senyoriu d'Irlanda (1171-1541), el Regne d'Irlanda (1541-1800) i el Regne Unit de Gran Bretanya i Irlanda (1800-1922).
El Castell es va aprofitar per a diverses funcions a través dels segles. La primera i més important de les seves funcions va ser la de residència reial del Virrei d'Irlanda, el representant del monarca. Les Estances del Virrei (ara anomenats Cambres d'Estat) segueix sent un dels llocs més il·lustres de Dublín, i són l'escenari de la presa de possessió del President d'Irlanda. La mà dreta del virrei en l'administració del Castell de Dublín, el Secretari en Cap per a Irlanda, també tenia les seves oficines aquí. Al llarg dels anys, el parlament i la cort de justícia es reunien aquí, abans de mudar-se a les seves noves seus. També va servir com guarnició militar.
Durant l'ocupació britànica d'Irlanda, "catòlic casteller" va ser un terme pejoratiu que s'aplicava als catòlics sospitosos de ser massa amigables o partidaris de l'administració britànica.
El 1907, sorprenentment, les Joies de la Corona Irlandesa van ser robades del Castell.
Durant la Guerra Angloirlandesa el Castell va ser el centre neuràlgic de l'esforç Britànic contra l'independentisme irlandès. En la nit del Diumenge Sagnant el 1920, dos oficials de l'Exèrcit Republicà Irlandès i un amic van ser assassinats als patis del Castell "mentre tractaven d'escapar".
El Castell va deixar de ser usat amb funcions governamentals quan l'Estat Lliure d'Irlanda va néixer el 1922. Va servir durant alguns anys com corts de justícia (les Quatre Corts, la llar de les corts irlandeses havia estat destruïda el 1922). Quan les corts es van mudar, el Castell de Dublín va ser usat per a cerimònies d'Estat. Eamon de Valera com a President del Consell Executiu en nom del rei Jordi V va rebre allí les credencials d'ambaixador d'Irlanda als anys 30. El 1938 va ser usat per a la presa de possessió de Douglas Hyde com a President d'Irlanda. Preses de possessió de presidents subseqüents van tenir lloc aquí el 1945, 1952, 1959, 1966, 1973, 1974, 1976, 1983, 1990 i 1997. El cos present del difunt president Erskine Hamilton Childers va ser exhibit aquí al novembre de 1974, així com el de l'expresident Eamon de Valera, al setembre de 1975.
El castell és una atracció turística i, després d'una gran remodelació, es fa servir també com centre de conferències. Durant les presidències irlandeses de la Unió Europea, com ara la de la primera meitat del 2004, és l'escenari de diverses reunions del Consell Europeu. La cripta de la Capella reial es fa servir com centre d'arts, i ocasionalment se celebren concerts als patis del Castell.
El complex d'edificis és normalment obert al públic, excepte durant actes d'Estat. Entre les àrees obertes per al públic hi ha la Sala de Sant Patrici, un gran saló de balls en el qual tenen lloc les preses de possessió presidencials, el Saló del Tron, que conté un tron del regnat del rei Guillem III, i les Estances del Virrei, que inclou les habitacions usades pels virreis i els membres de la família reial quan estaven de visita.
L'últim dignatari en pernoctar a les habitacions reials va ser Margaret Thatcher, que va passar allí la nit amb el seu marit Dennis durant la reunió del Consell Europeu, el 1979.
En l'actualitat és l'Oficina d'Obres Públiques qui es cuida del seu manteniment. Alberga, entre d'altres, les oficines dels Comissionats d'Impostos en un edifici del segle xx al final de la Castle Yard, algunes dependències de la mateixa Oficina d'Obres Públiques en l'àrea on hi eren els estables, i algunes oficines de la Garda Siochana, la policia nacional.